# Karl Wilhelm von Willisen
Pour les articles homonymes, voir Von Willisen.
Le baron Karl Wilhelm von Willisen, né le 30 avril 1790 à Staßfurt et mort le 25 février 1879 à Dessau, est un général et écrivain militaire prussien.

## Biographie
Fils benjamin du bourgmestre de Staßfurt Karl Wilhelm Hermann von Willisen (1751-1807) et de sa femme Friederike von Trotha (1768-1826), Karl Wilhelm von Willisen s'enrôla en 1804 comme cadet dans le 21e régiment d'infanterie duc de Brunswick. Au cours de la Campagne de 1806 il fut grièvement blessé lors de la bataille d'Auerstaedt et à l'issue de la Paix de Tilsit quitta l'armée avec le grade de lieutenant en second.
Il étudia quelques années à l’université de Halle sous la direction du Pr Heinrich Steffens, avec lequel il devait rester ami le reste de sa vie. Il s'y lia également d'amitié avec Karl August Varnhagen von Ense, Alexander von der Marwitz (de) et Adelbert von Chamisso. En 1809 il rallia les francs-tireurs du commandant von Schill et prit part à la bataille de Dodendorf. Puis il s'enrôla dans l'armée autrichienne et était officier d'ordonnance de l’État-major à la bataille de Wagram. À l’issue du Traité de Schönbrunn, il se retira chez des parents à Teutschenthal près de Halle (Saale), fut recherché comme activiste, arrêté et incarcéré à Cassel. Il réussit à s'évader et au prix de multiples tribulations parvint à rallier l'armée prussienne convalescente. 
Pendant les campagnes de 1813 et 1814, il fut officier d'ordonnance de l'armée de Silésie, fut promu capitaine en 1815 et affecté à l'État-major du général Blücher à la fin de la Campagne de France. En 1825 il accompagnait le fils du maréchal Yorck dans ses voyages à travers la Suisse, la France, l’Angleterre et l’Italie. Le 28 novembre 1829 il épousa à Berlin Emilie von Brause (1804-1849), fille de Johann Georg Emil von Brause. Affecté au Grand État-Major général en 1829, il assura les cours de stratégie et d’histoire militaire à l'Académie de guerre de Prusse (Preußische Kriegsakademie), à Berlin. Willisen reprit le texte de ses conférences lorsqu'il composa sa Théorie des grandes opérations militaires, dirigée contre les conceptions de Carl von Clausewitz, et qui lui valut dans l'armée prussienne la réputation d'un stratège militaire éminent. Vers 1830 parurent plusieurs articles de Willisen, où non seulement il critiquait après-coup la stratégie russe lors de la campagne d'Allemagne, mais où il exprimait aussi une certaine sympathie pour les indépendantistes polonais de la Révolution de juillet qui venait d'agiter le Grand-duché de Posen, et plus généralement pour les démocrates de Prusse. À l'instigation des conservateurs, on écarta Willisen de Berlin et on l'affecta au 3e corps d'armée du Prince de Prusse stationné à Breslau. Comme Willisen s'entêtait à faire de la politique, il fut muté au printemps 1832 comme Chef d’État-major du 5e corps d'armée du général Grolman, stationné à Posen. Il y approfondit sa connaissance du Grand-duché de Posen. En reconnaissance de ses états de service, on le nomma en 1842 commandant de la 11e brigade de la milice prussienne.
Lorsque l'agitation indépendantiste des Polonais de Posen déboucha sur l’Insurrection de Grande-Pologne (1848), Willisen, déjà candidat des libéraux prussiens pour le poste de Ministre de la Guerre, reçut de Frédéric-Guillaume IV de Prusse sa nomination comme Commissaire du roi pour les affaires politiques de Posnanie, avec pour mission de tâcher de réformer les relations avec le duché de Grande-Pologne. Le 5 avril 1848, Willisen, que les nationaux Prussiens surnommaient respectueusement l’ami des Polonais, arriva à Posen. Le 6 avril il prononça une allocution devant les ressortissants allemands du Grand-duché, dans laquelle il évoqua clairement la nécessité de concessions aux Polonais et où il exprimait ses inquiétudes vis-à-vis des risques considérables d'agitation parmi la minorité allemande. Par la convention de Jaroslawiec signée le 11 avril, Willisen garantissait aux chefs de l'insurrection polonaise menés par Ludwik Mierosławski la reconnaissance de facto du corps des francs-tireurs polonais. Willisen pensait négocier en accord avec le point de vue libéral qui animait son roi relativement à la question polonaise, mais ce dernier craignit un conflit d'intérêts avec la Russie et plaça le commandement de toutes les forces militaires stationnées à Posen sous les ordres du général Peter von Colomb. Le 23 avril 1848, von Colomb déclara caduque la convention et réprima dans le sang l'insurrection des Polonais. Willisen du quitter Posen sous peine d'être massacré : de retour en Prusse, il fut la cible des pires reproches et fut même accusé de haute trahison. Dans un mémoire tardif (Akten und Bemerkungen zu meiner Sendung nach Posen, cf. infra), il cherchera à se justifier.
Le cabinet Auerswald éloigna Willisen et l'envoya en mission diplomatique à Paris, en Croatie et finalement en Italie, où il assista à la campagne des Autrichiens contre le Royaume de Piémont-Sardaigne dans l'État-Major du général Radetzky. Son livre sur la campagne d'Italie de 1848 (Der italienische Feldzug des Jahrs 1848) qui forme le 3e tome de sa « Théorie de grande stratégie », s'inspire de cette expérience. 
Lorsqu'il vit qu'il était tenu à l'écart des négociations de 1849, il remit sa démission et obtint une ultime promotion au grade de général de division. Appelé à remplacer le général Adolf von Bonin comme gouverneur militaire du Schleswig-Holstein, il rejoignit en avril 1850 l'armée prussienne du Schleswig-Holstein en tant que général en chef. Mais ses manœuvres militaires échouèrent, se soldant par la défaite d'Idstedt et l'attaque manquée sur Friedrichstadt. 
Il se démit de son commandement, fut anobli baron en 1866, puis se remaria l'année suivante avec Editha von Caprivi (1843-1873), sœur du futur chancelier Leo von Caprivi. Il passa quelques années à Paris, puis en Silésie et enfin à Dessau, où il mourut le 25 février 1879. Il écrivit au cours de ces dernières années un mémorandum intitulé « Faits et observations sur ma mission dans le Grand-duché de Posen au Printemps 1848 » (Akten und Bemerkungen über meine Sendung nach dem Großherzogtum Posen im Frühjahr 1848, Kiel, 1850).

## Décorations
- 1813 Croix de fer de 2e classe
- 1815 Croix de fer de 1re classe
- 1835 ordre de l'Aigle rouge de 4e classe
- 1835 Ordre de Sainte-Anne
- 1838 Ordre de l'Aigle rouge de 3e classe à rubans
- 1846 Ordre de l'Aigle rouge de 2e classe à feuilles de chêne

## Œuvres
- Zur Polenfrage, Flugblatt, Berlin 1848.
- Offener Brief an den Major von Voigts-Rhetz als Entgegnung auf seine aktenmäßige Darstellung, Berlin 1848.
- Akten und Bemerkungen über meine Sendung nach dem Großherzogthum Posen im Frühjahr 1848, Kiel 1850.
- Über die große Landes-Vertheidigung oder über den Festungsbau und Heerbildung in Preußen, Berlin 1860.
- Die Theorie des großen Krieges: Teil 1 und 2: Der Russisch-polnische Feldzug des Jahres 1831, Leipzig 1840; Teil 3: Der Italienische Feldzug des Jahres 1848, Berlin 1849; Teil 4: Die Feldzüge der Jahre 1859 und 1866, Leipzig 1868.